# 罗恩·菲利佩克
罗纳德·斯坦利·菲利佩克（英語：Ronald Stanley Filipek，1944年2月5日—2005年12月9日），美国NBA联盟前职业篮球运动员。他在1967年的NBA选秀中第9轮第100顺位被费城76人选中。